# El hombre más fuerte del mundo
El hombre más fuerte del mundo (The World's Strongest Man) es la mayor competición del atletismo de fuerza. Organizado por TWI, una compañía de IMG, el concurso se lleva a cabo en septiembre de cada año. Los competidores que llegan a participar son un máximo de 25, divididos en grupos de cinco. 
El patrocinador de la competición es Met-Rx y la mayor parte de las veces la competición es dominada por países nórdicos y de Europa Oriental. 
Además de esta competición, desde 2001 existe la competencia de La mujer más fuerte del mundo. Las mujeres compiten con el 70% del peso que usan los hombres.
También existe El hombre más fuerte del mundo IFSA. Esta competición nació en 2005 cuando Federación Internacional del Atletismo de Fuerza (IFSA), que era el organismo principal de la competición, se separó y formó su propia competición independiente de Met-Rx.

## Historia

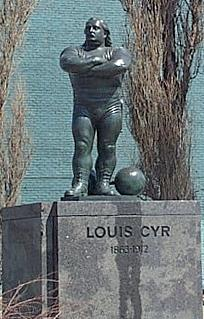
Monumento a Louis Cyr uno de los primeros atletas de fuerza.

### Orígenes

#### Antecedentes
Con la competición del hombre más fuerte del mundo nace el atletismo de fuerza (strongman) propiamente dicho, pero ya existían competiciones de este estilo desde tiempos inmemoriales. Los vikingos demostraban su fuerza levantando piedras. 
Siglos más tarde en Escocia nacieron los Juegos de la montaña donde se realizaban eventos de fuerza como el lanzamiento del tronco. Este fue el nacimiento de los primeros eventos que se usarían luego en el hombre más fuerte del mundo. Eventos así también se comenzaron a practicar en el País Vasco con la disciplina conocida como Harri-jasotze o levantamiento de la piedra vasca.
Como antecedente también se puede nombrar a los forzudos de circo que demostraban su fuerza y agilidad frente al público a finales del siglo XIX y comienzos del XX. De estas demostraciones también nació la halterofilia moderna. Pronto se destacaron como forzudos atletas como Louis Cyr y Angus MacAskill.

#### Primeras competiciones
La primera competición fue idea de IMG y se realizó por primera vez en los estudios universales de California en 1977. En esta competición, la idea era que ocho atletas que representaban distintos deportes de fuerza fueran invitados a demostrar hasta donde podían llegar. Se eligieron dos culturistas, dos halterófilos y dos jugadores de fútbol americano. El primer campeón fue el estadounidense Bruce Wilhelm (halterófilo), que volvió a ganar el título en 1978.
El famoso culturista Lou Ferrigno participó en la primera competición y acabó en 4.º lugar, lo que lo convirtió en uno de los culturistas profesionales más fuertes de la historia. Franco Columbo ganador del Mister Olympia de 1976 también compitió pero se lesionó una rodilla durante una carrera con un refrigerador de 180 kg. Columbo fue indemnizado por un millón de dólares por la lesión.
En las primeras competiciones las pruebas eran más para demostrar fuerza estática, pero se fueron proponiendo nuevas ideas y eventos más dinámicos, mezclando los movimientos de levantamiento de potencia, demostraciones de los juegos de la montaña y otros eventos como la lucha de sumo. Este cambió comenzó ya en 1979, año en que ganó Don Reinhoudt.

### Desde 1980 hasta la actualidad

#### Años 1980
En 1980 la competición fue ganada por el estadounidense Bill Kazmaier, que logró la puntuación más alta de la historia del torneo (103 puntos). Kazmaier fue un forzudo único, ya que era muy bueno tanto en eventos estáticos y dinámicos. Había comenzado en el powerlifting, donde se destacó por ser el primer ser humano en quebrar la barrera de 300 kg en press de banca. Como strongman fue el primero en levantar las cinco piedras de Atlas, y tuvo récord en el levantamiento del tronco y remolque de camiones.
En la competición de 1983 el campeón fue el británico Geoff Capes. Ese año apareció un joven que sería una figura esencial en el deporte, Jón Páll Sigmarsson. Sigmarsson había comenzado a competir en powerlifting en 1979. En 1983, luego de realizar varios récords de powerlifting en Islandia y Europa en general, Sigmarsson entró por primera vez en el hombre más fuerte del mundo y salió segundo. Fue el subcampeón más joven de la historia de la competición (tenía 23 años).
A partir de 1984 llegó el dominio de Islandia de la mano de Sigmarsson y más tarde de su compatriota Magnús Ver Magnússon. Sigmarsson fue el primer atleta en ganar la competición cuatro veces (1984, 1986, 1988 y 1990).

#### De Magnús Ver Magnússon a Mariusz Pudzianowski
Ver Magnússon, que ganó por primera vez en 1991 es considerado el primer forzudo moderno, y es uno de los hombres más fuertes de la historia. Fue el segundo hombre en ganar cuatro veces (1991, 1994, 1995 y 1996) y también el segundo en ganar tres veces seguidas.
Además de las victorias de Sigmarsson y Ver Magnússon, en el hombre más fuerte del mundo se destacaron atletas de Inglaterra. Geoff Capes, quien había ganado en 1983 volvió a ganar en 1985. Más tarde, en 1989 ganó Jamie Reeves, y en 1993 Gary Taylor, de la misma nacionalidad.
A partir de los últimos años del siglo XX la competición fue dominada por países nórdicos (Jouko Ahola y Janne Virtanen de Finlandia, Magnus Samuelsson de Suecia y Svend Karlsen de Noruega. Esto duró hasta la competición de 2002 en Kuala Lumpur, en la cual ganó el polaco Mariusz Pudzianowski uno de los atletas más destacados, había comenzado como bailarín, pero luego se enfocó en el strongman. En estos años también se destacaron los competidores Vasyl Virastyuk de Ucrania (campeón en 2004) y Žydrūnas Savickas de Lituania (subcampeón en 2003 y 2004).
En la competición de 2006 el estadounidense Phil Pfister le ganó a Pudzianowski por un segundo en las piedras de Atlas y se convirtió en el primer americano en ganar en 23 años. 
Pudzianowski ganó por cuarta vez el campeonato en 2007 igualando el récord de Ver Magnússon y Sigmarsson. En septiembre de 2008 consigue la hazaña y le gana en las piedras de Atlas a un novato en aquella oportunidad el estadounidense Derek Poundstone y consigue lo que hasta ahora parecía imposible 5 títulos "del hombre más fuerte del mundo".

### El hombre más fuerte del mundo IFSA
La IFSA, organismo principal dentro del atletismo de fuerza se separó de Met-Rx en 2005 y organizó por su cuenta la competición del hombre más fuerte del mundo IFSA. La primera competición se llevó a cabo en Quebec, Canadá y fue ganada por el excompetidor de Met-Rx Zydrunas Savickas, quien volvió a ganar en Islandia al año siguiente. Savickas quedó en tercer puesto en la competición de 2007, superado por Mijaíl Kokliáyev (segundo puesto) y Vasyl Virastyuk (ganador).
Virastyuk se convirtió en el primer hombre en ganar el hombre más fuerte del mundo de las dos federaciones (El hombre más fuerte del mundo en 2004, El hombre más fuerte del mundo IFSA en 2007).

## Eventos del campeonato
- Transportar y arrastrar — En este evento compiten cinco atletas a la vez y deben llevar dos objetos de 130 kg en cada mano, correr varios metros, volver y arrastrar un ancla de 300 kg.

- Levantamiento del tronco gigante — Un tronco de alrededor de 380 kg es puesto horizontalmente detrás de un atleta. Este debe moverlo hacia arriba la cantidad de veces que pueda.

- Lanzamiento del tronco — Un tronco similar a un poste de teléfono de cinco metros debe ser lanzado por encima de una barra.

- Lanzamiento del barril — El competidor deben lanzar 10 barriles de casi 20 kg por encima de una pared de acero de 6 metros.

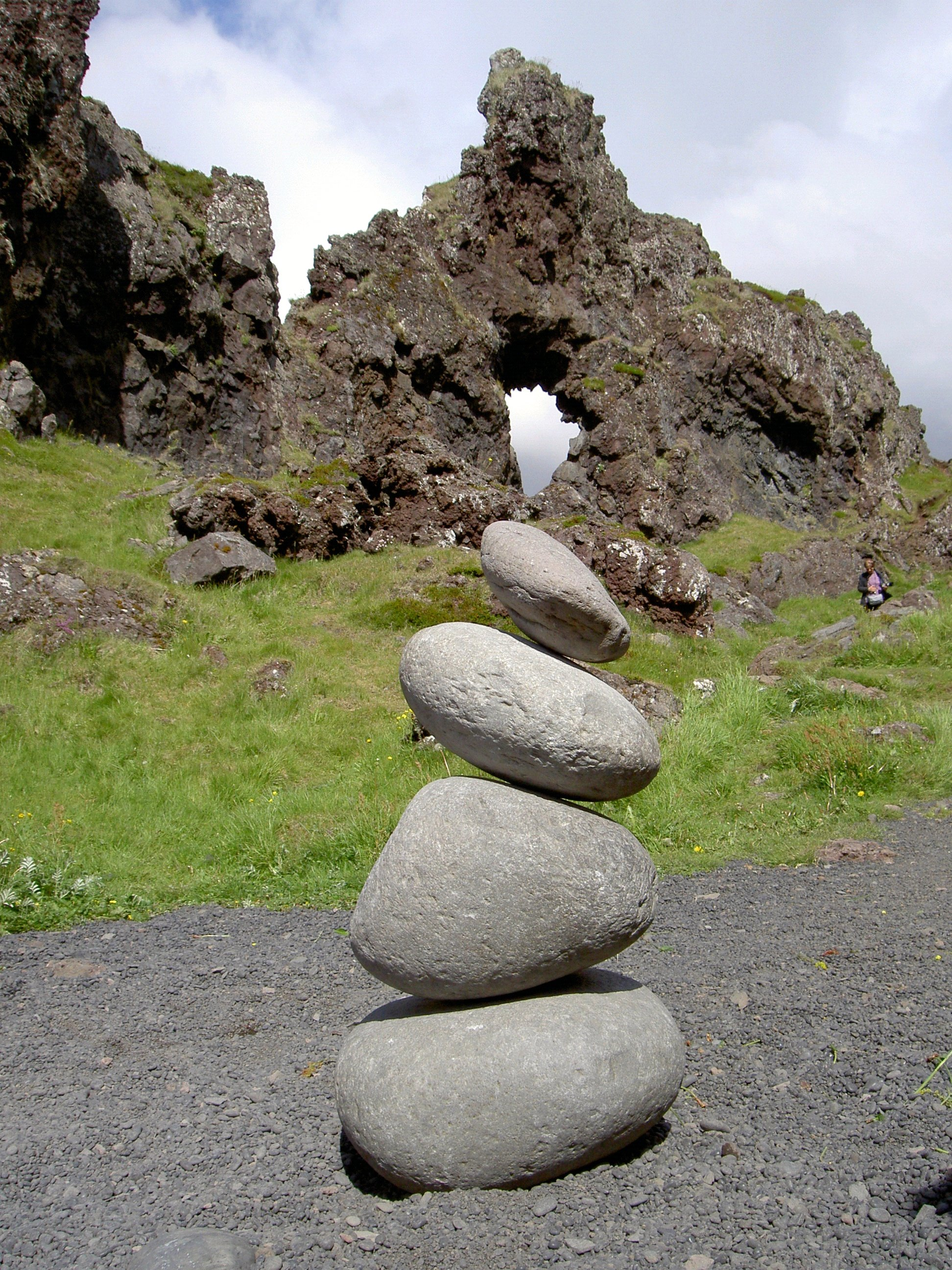
Piedras de Atlas en estado natural.

- Piedras de Atlas — Los competidores deben levantar cinco piedras y ponerlas en su lugar. Es por tiempo (se necesita velocidad) y el peso de las piedras varía entre 100 y 160 kg.

- Piedras de Hussefall — Una piedra de 160 kg de forma triangular debe ser transportado en el pecho a lo largo de varios metros.

- Transportar heladeras — Un competidor debe transportar dos heladeras de 415 kg (total) a sus costados a lo largo de 30 metros.

- Escaleras de fuerza — Dos competidores tienen que subir por varios escalones con objetos pesados cuyo peso varía entre 150 y 200 kg.

- Pilares de Hércules — Los competidores se paran entre dos pilares que deben sostener para que no se caigan. Cada pilar pesa 160 kg.

- El crucifijo — El competidor debe estar en forma de crucificado con bastante peso en cada mano aproximadamente durante el mayor tiempo posible. Se requiere de fuerza y resistencia en los hombros.

- Empujar el camión — Un atleta debe empujar un enorme camión a lo largo de varios metros.

- Tirar el avión — El competidor debe empujar un avión de 40 toneladas con una soga a lo largo de 25 metros en un tiempo máximo de 75 segundos.

- Transportar el coche — Un competidor debe agarrar un coche vacío desde adentro y llevarlo la mayor distancia posible.

- Peso muerto con barriles — Un atleta tiene que practicar peso muerto con un carro al que le tiran barriles. El total del levantamiento llega a los 360 kg.

- Sentadilla con barriles — El atleta debe hacer lo mismo que en el evento anterior pero en sentadillas. El peso que levantan varía entre 230 y 340 kg.

- Carrera cargando — Los competidores deben correr cargando barriles de entre 100 y 160 kg a lo largo de 15 metros.

- Levantar peso sobre la cabeza — Un atleta debe levantar un tronco a modo de barra sobre su cabeza y hacer la mayor cantidad de repeticiones posibles.

- Paseo del granjero — Los atletas deben cargar dos maletas de hierro con bastante peso dentro.[2]

- Peso muerto — A diferencia del peso muerto con barriles, en esta ocasión se utiliza un coche.

- Piedra de África — Los competidores deben llevar una piedra con la forma del continente africano de 180 kg.

## Lista de campeones
Abajo la lista de campeones:
| Año  | Campeón                 | Localización                             |
| ---- | ----------------------- | ---------------------------------------- |
| 1977 | Bruce Wilhelm           | Universal Studios, Hollywood, California |
| 1978 | Bruce Wilhelm           | Universal Studios, Hollywood, California |
| 1979 | Don Reinhoudt           | Universal Studios, Hollywood, California |
| 1980 | Bill Kazmaier           | Madison, Wisconsin                       |
| 1981 | Bill Kazmaier           | Magic Mountain, California               |
| 1982 | Bill Kazmaier           | Magic Mountain, California               |
| 1983 | Geoff Capes             | Christchurch, Nueva Zelanda              |
| 1984 | Jón Páll Sigmarsson     | Mora, Suecia                             |
| 1985 | Geoff Capes             | Cascais, Portugal                        |
| 1986 | Jón Páll Sigmarsson     | Niza, Francia                            |
| 1987 | Competición cancelada   | Competición cancelada                    |
| 1988 | Jón Páll Sigmarsson     | Budapest, Hungría                        |
| 1989 | Jamie Reeves            | San Sebastián, España                    |
| 1990 | Jón Páll Sigmarsson     | Finlandia Joensuu, Finlandia             |
| 1991 | Magnús Ver Magnússon    | Tenerife, Islas Canarias, España         |
| 1992 | Ted van der Parre       | Islandia                                 |
| 1993 | Gary Taylor             | Orange, Francia                          |
| 1994 | Magnús Ver Magnússon    | Sun City, Sudáfrica                      |
| 1995 | Magnús Ver Magnússon    | Las Bahamas                              |
| 1996 | Magnús Ver Magnússon    | Port Louis, Mauricio                     |
| 1997 | Jouko Ahola             | Primm, Nevada                            |
| 1998 | Magnus Samuelsson       | Tánger, Marruecos                        |
| 1999 | Jouko Ahola             | La Valleta, Malta                        |
| 2000 | Janne Virtanen          | Sun City, Sudáfrica                      |
| 2001 | Svend Karlsen           | Cataratas Victoria, Zambia               |
| 2002 | Mariusz Pudzianowski    | Kuala Lumpur, Malasia                    |
| 2003 | Mariusz Pudzianowski    | Cataratas Victoria, Zambia               |
| 2004 | Vasyl Virastyuk         | Nassau, Paradise Island, Bahamas         |
| 2005 | Mariusz Pudzianowski    | Chengdu, China                           |
| 2006 | Phil Pfister            | Sanya, China                             |
| 2007 | Mariusz Pudzianowski    | Anaheim, California                      |
| 2008 | Mariusz Pudzianowski    | Charleston, Virginia Occidental          |
| 2009 | Zydrunas Savickas       | La Valleta, Malta                        |
| 2010 | Zydrunas Savickas       | Sun City, Sudáfrica                      |
| 2011 | Brian Shaw              | Wingate, Carolina del Norte              |
| 2012 | Zydrunas Savickas       | Los Ángeles, California                  |
| 2013 | Brian Shaw              | Wingate, Carolina del Norte              |
| 2014 | Zydrunas Savickas       | Los Ángeles, California                  |
| 2015 | Brian Shaw              | Kuala Lumpur, Malasia                    |
| 2016 | Brian Shaw              | Kasane, Botsuana                         |
| 2017 | Eddie Hall              | Gaborone, Botsuana                       |
| 2018 | Hafþór Júlíus Björnsson | Manila, Filipinas                        |
| 2019 | Martins Licis           | Bradenton, Florida                       |
| 2020 | Oleksii Novikov         | Bradenton, Florida                       |
| 2021 | Tom Stoltman            | Sacramento, California                   |
| 2022 | Tom Stoltman            | Sacramento, California                   |
| 2023 | Mitchell Hooper         | Myrtle Beach, Carolina del Sur           |
| 2024 | Tom Stoltman            | Myrtle Beach, Carolina del Sur           |
| 2025 | Rayno Nel               | Sacramento, California                   |

## Países donde se realizó la competición
| Países         | Veces |
| -------------- | ----- |
| Estados Unidos | 18    |
| Finlandia      | 3     |
| Sudáfrica      | 3     |
| Mauricio       | 3     |
| China          | 3     |
| España         | 2     |
| Francia        | 2     |
| Bahamas        | 2     |
| Malta          | 2     |
| Botsuana       | 2     |
| Malasia        | 1     |
| Suecia         | 1     |
| Marruecos      | 1     |
| Islandia       | 1     |
| Hungría        | 1     |
| Portugal       | 1     |
| Nueva Zelanda  | 1     |
| Filipinas      | 1     |

## Países ganadores
| Países         | Títulos |
| -------------- | ------- |
| Estados Unidos | 12      |
| Islandia       | 9       |
| Reino Unido    | 8       |
| Polonia        | 5       |
| Lituania       | 4       |
| Finlandia      | 3       |
| Ucrania        | 2       |
| Países Bajos   | 1       |
| Noruega        | 1       |
| Suecia         | 1       |
| Canadá         | 1       |
| Sudáfrica      | 1       |

## Campeones más de una vez
| Campeón              | Veces | Años                         |
| -------------------- | ----- | ---------------------------- |
| Mariusz Pudzianowski | 5     | 2002, 2003, 2005, 2007, 2008 |
| Zydrunas Savickas    | 4     | 2009, 2010, 2012, 2014       |
| Magnús Ver Magnússon | 4     | 1991, 1994, 1995, 1996       |
| Jón Páll Sigmarsson  | 4     | 1984, 1986, 1988, 1990       |
| Brian Shaw           | 4     | 2011, 2013, 2015, 2016       |
| Tom Stoltman         | 3     | 2021, 2022, 2024             |
| Bill Kazmaier        | 3     | 1980, 1981, 1982             |
| Jouko Ahola          | 2     | 1997, 1999                   |
| Geoff Capes          | 2     | 1983, 1985                   |
| Bruce Wilhelm        | 2     | 1977, 1978                   |

## Top 3 (1977-2025)
| Año  | Campeón               | Segundo puesto        | Tercer puesto         |
| ---- | --------------------- | --------------------- | --------------------- |
| 1977 | Bruce Wilhelm         | Bob Young             | Ken Patera            |
| 1978 | Bruce Wilhelm         | Don Reinhoudt         | Lars Hedlund          |
| 1979 | Don Reinhoudt         | Lars Hedlund          | Bill Kazmaier         |
| 1980 | Bill Kazmaier         | Lars Hedlund          | Geoff Capes           |
| 1981 | Bill Kazmaier         | Geoff Capes           | Dave Wellington       |
| 1982 | Bill Kazmaier         | Tom Magee             | John Gamble           |
| 1983 | Geoff Capes           | Jón Páll Sigmarsson   | Simon Wulsfe          |
| 1984 | Jón Páll Sigmarsson   | Ab Wolders            | Geoff Capes           |
| 1985 | Geoff Capes           | Jón Páll Sigmarsson   | Cees de Vreugd        |
| 1986 | Jón Páll Sigmarsson   | Geoff Capes           | Ab Wolders            |
| 1987 | Competición cancelada | Competición cancelada | Competición cancelada |
| 1988 | Jón Páll Sigmarsson   | Bill Kazmaier         | Jamie Reeves          |
| 1989 | Jamie Reeves          | Ab Wolders            | Jón Páll Sigmarsson   |
| 1990 | Jón Páll Sigmarsson   | O.D. Wilson           | Ilkka Nummisto        |
| 1991 | Magnús Ver Magnússon  | Henning Thorse        | Gary Taylor           |
| 1992 | Ten van der Parre     | Magnús Ver Magnússon  | Jamie Reeves          |
| 1993 | Gary Taylor           | Magnús Ver Magnússon  | Riku Kiri             |
| 1994 | Magnús Ver Magnússon  | Manfred Hoeberl       | Riku Kiri             |
| 1995 | Magnús Ver Magnússon  | Gerrit Badehorst      | Marko Varalathi       |
| 1996 | Magnús Ver Magnússon  | Riku Kiri             | Gerrit Badehorst      |
| 1997 | Jouko Ahola           | Flemming Rasmussen    | Magnus Samuelsson     |
| 1998 | Magnus Samuelsson     | Jouko Ahola           | Wout Zijlstra         |
| 1999 | Jouko Ahola           | Janne Virtanen        | Svend Karlsen         |
| 2000 | Janne Virtanen        | Svend Karlsen         | Magnus Samuelsson     |
| 2001 | Svend Karlsen         | Magnus Samuelsson     | Janne Virtanen        |
| 2002 | Mariusz Pudzianowski  | Žydrūnas Savickas     | Raimonds Bergmanis    |
| 2003 | Mariusz Pudzianowski  | Žydrūnas Savickas     | Vasyl Virastyuk       |
| 2004 | Vasyl Virastyuk       | Žydrūnas Savickas     | Magnus Samuelsson     |
| 2005 | Mariusz Pudzianowski  | Jesse Marunde         | Dominic Filiou        |
| 2006 | Phil Pfister          | Mariusz Pudzianowski  | Don Pope              |
| 2007 | Mariusz Pudzianowski  | Sebastian Wenta       | Terry Hollands        |
| 2008 | Mariusz Pudzianowski  | Derek Poundstone      | Dave Ostlund          |
| 2009 | Žydrūnas Savickas     | Mariusz Pudzianowski  | Brian Shaw            |
| 2010 | Žydrūnas Savickas     | Brian Shaw            | Mikhail Koklyaev      |
| 2011 | Brian Shaw            | Žydrūnas Savickas     | Terry Hollands        |
| 2012 | Žydrūnas Savickas     | Vytautas Lalas        | Hafþór Björnsson      |
| 2013 | Brian Shaw            | Žydrūnas Savickas     | Hafþór Björnsson      |
| 2014 | Žydrūnas Savickas     | Hafþór Björnsson      | Brian Shaw            |
| 2015 | Brian Shaw            | Žydrūnas Savickas     | Hafþór Björnsson      |
| 2016 | Brian Shaw            | Hafþór Björnsson      | Eddie Hall            |
| 2017 | Eddie Hall            | Hafþór Björnsson      | Brian Shaw            |
| 2018 | Hafþór Björnsson      | Mateusz Kieliszkowski | Brian Shaw            |
| 2019 | Martins Licis         | Mateusz Kieliszkowski | Hafþór Björnsson      |
| 2020 | Oleksii Novikov       | Tom Stoltman          | Jean-Francois Caron   |
| 2021 | Tom Stoltman          | Brian Shaw            | Maxime Boudreault     |
| 2022 | Tom Stoltman          | Martins Licis         | Oleksii Novikov       |
| 2023 | Mitchell Hooper       | Tom Stoltman          | Oleksii Novikov       |
| 2024 | Tom Stoltman          | Mitchell Hooper       | Evan Singleton        |
| 2025 | Rayno Nel             | Tom Stoltman          | Mitchell Hooper       |

## En la TV
La competición del hombre más fuerte del mundo se retransmite anualmente por televisión por el canal deportivo ESPN desde hace ya varios años. Es uno de los programas más vistos del canal y su popularidad creció mucho en los últimos años. Muchas personas se han enterado de cómo son estas competiciones gracias al programa, que incluso ha logrado que la competición sea ampliamente conocida en toda Latinoamérica.